# Tianqi Lithium
Tianqi Lithium Corp er et kinesisk mineselskab og metalvirksomhed med hovedkvarter i Sichuan.
I 2018 kontrollerede de over 46 % af verdens produktion af lithium.
Tianqi er i øjeblikket i en juridisk tvist med MSP Engineering om betalingen for at bygge lithiumhydroxidfabrikken i Kwinana Western Australia. MSP hævder, at Tianqi har undladt at opfylde planlagte betalinger på i alt over $39 millioner. En WA højesteretskendelse afsagde en kendelse, der gav Tianqi syv dage til at betale MSP næsten 39 millioner dollars, noget som Tianqi har nægtet at gøre, og søger at få udsat dommen. Sagen er stadig for domstolene.